# Адрианова-Перетц, Варвара Павловна
Варва́ра Па́вловна Адриа́нова-Пе́ретц (30 апреля [12 мая] 1888, Нежин Черниговской губернии — 6 июня 1972, Ленинград) — советский литературовед, специалист в области исследования древнерусской сатиры, фольклора, поэзии, религиозных преданий XI—XVII веков. Член-корреспондент АН СССР (29.9.1943), член-корреспондент АН УССР (1926), заслуженный деятель науки РСФСР (1959).

## Биография
Родилась в Нежине 30 апреля (12 мая) 1888 года.
Как учёный сформировалась в «Семинарии русской филологии» профессора В. Н. Перетца, ставшего её мужем. Докладом Варвары Павловны «Филология и её методы» 10 октября 1907 года открылось в Киеве первое заседание Семинария. В 1910 году окончила киевские Высшие женские курсы и в 1911—1914 годах преподавала на них, а с 1915 года преподавала на Высших педагогических курсах в Петроградском женском педагогическом институте (с 1917 года — профессор).
В 1917 году стала лауреатом Ломоносовской премии за исследование русского духовного стиха: «Житие Алексея человека Божия в древней русской литературе и народной словесности» (Петроград, 1917).
В течение 1917—1921 годов преподавала в Самарском педагогическом институте. В 1921—1930 годах работала на курсах по подготовке научных сотрудников в Государственном институте истории искусств (Ленинград). 
С 1934 года она была старшим научным сотрудником Отдела древнерусской литературы Института русской литературы (Пушкинский дом) АН СССР; в 1947—1954 годах возглавляла Сектор древнерусской литературы, а в 1950—1951 годах — одновременно ещё и Сектор фольклора.
Умерла в Ленинграде 6 июня 1972 года. Похоронена на мемориальном кладбище в посёлке Комарово.

Памятник на могиле
В. П. Адриановой-Перетц

## Награды и звания
- орден Трудового Красного Знамени (10.06.1945)
- Заслуженный деятель науки РСФСР

## Основные работы
Внесла большой вклад в исследования сохранившихся первых старорусских изданий «Слово о полку Игореве», «Хожение за три моря» Афанасия Никитина и др.
- Адрианова-Перетц В. П. Очерки из истории русской сатирической литературы XVII в. // ТОДРЛ. — 1936. — Т. 3. — С. 153—193.
- Адрианова-Перетц В. П. Очерки по истории русской сатирической литературы XVII века / Сост. А. С. Орлов; Академия наук СССР. — М.—Л.: Издательство Академии наук СССР, 1937. — 264 с. — 10 225 экз. (в пер.)
- Адрианова-Перетц В. П. Очерки поэтического стиля Древней Руси / Академия наук СССР. — М.—Л.: Издательство Академии наук СССР, 1947. — 188 с. — (Научно-популярная серия). — 5000 экз. (обл.)
- Русская демократическая сатира XVII века / Подг. текстов, ст. и комм. В. П. Адриановой-Перетц; Академия наук СССР. — М.—Л.: Издательство Академии наук СССР, 1954. — 256 с. — (Литературные памятники). — 5000 экз. (в пер.)
- Адрианова-Перетц В. П. «Слово о полку Игореве» и памятники русской литературы XI-XIII веков / Институт русской литературы (Пушкинский Дом) АН СССР. — Л.: Наука. Ленингр. отд-ние, 1968. — 200 с.
- Адрианова-Перетц В. П. Древнерусская литература и фольклор / Отв. ред. д-р филол. наук, проф. А. П. Евгеньева; Институт русской литературы (Пушкинский Дом) АН СССР. — Л.: Наука. Ленингр. отд-ние, 1974. — 172, [2] с. — 9500 экз. (в пер.)
- Русская демократическая сатира XVII века / Подг. текстов, ст. и комм. В. П. Адриановой-Перетц; Академия наук СССР. — Изд. 2-е, доп. — М.: Наука, 1977. — 256 с. — (Литературные памятники). — 50 000 экз. (в пер.)